# B.Shigigatti, Kalghatgi
B.Shigigatti là một làng thuộc tehsil Kalghatgi, huyện Dharwad, bang Karnataka, Ấn Độ.